# إليك جاكسون
إليك جاكسون (بالإنجليزية: Alec Jackson)‏ (2 أكتوبر 1921 في المملكة المتحدة - ) هو لاعب كرة قدم بريطاني في مركزي جناح ‏ والهجوم. لعب مع نادي كرو ألكساندرا ونادي يورك سيتي وهدرسفيلد تاون ونادي جوول ‏.